# Bagacina

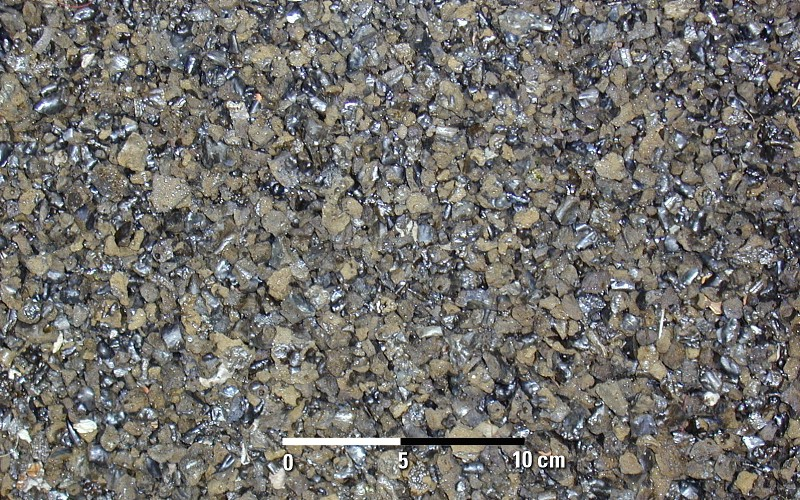
Bagacina no vulcão Kilauea.

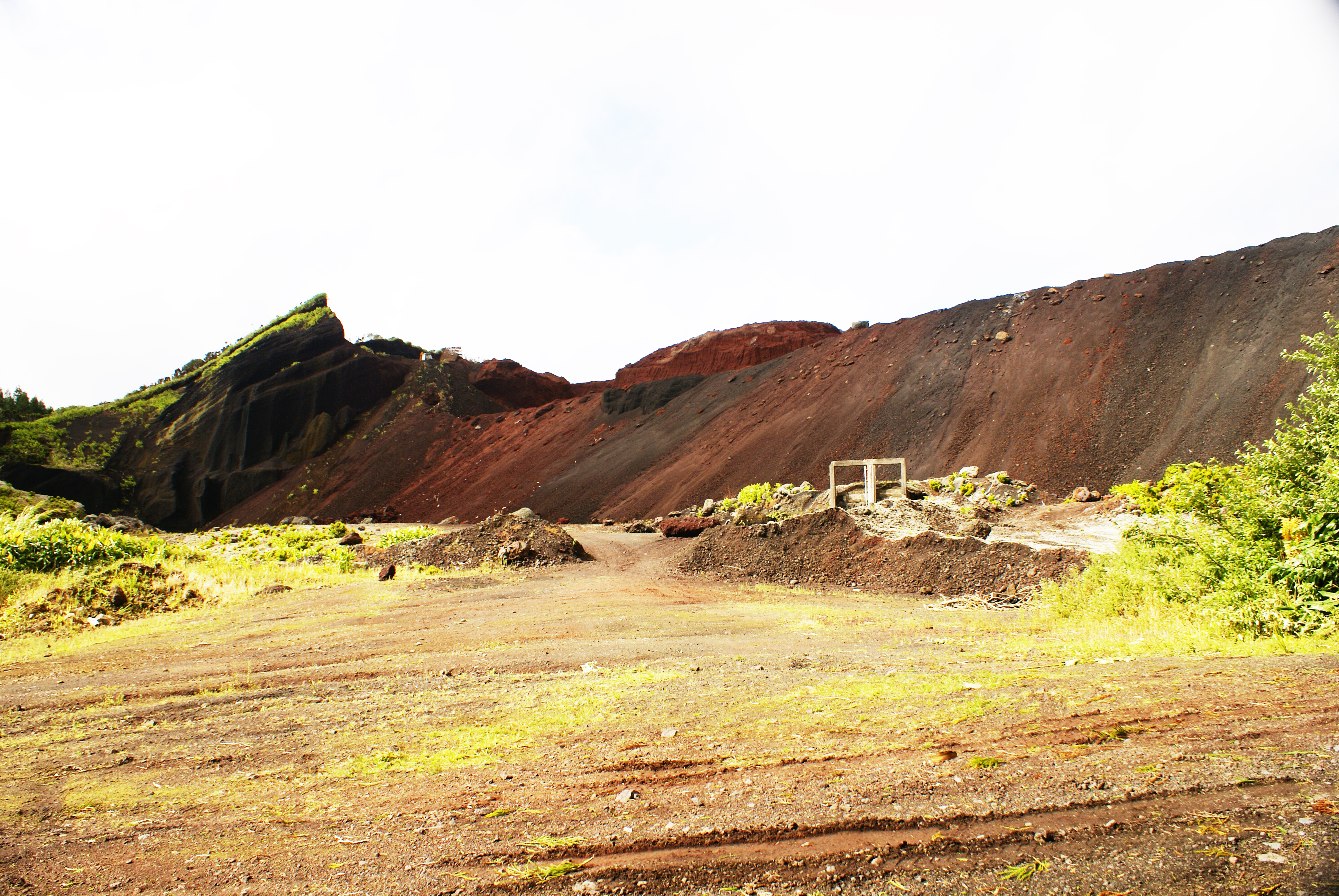
Bagacinas de diferentes cores, ilha do Faial, Açores.

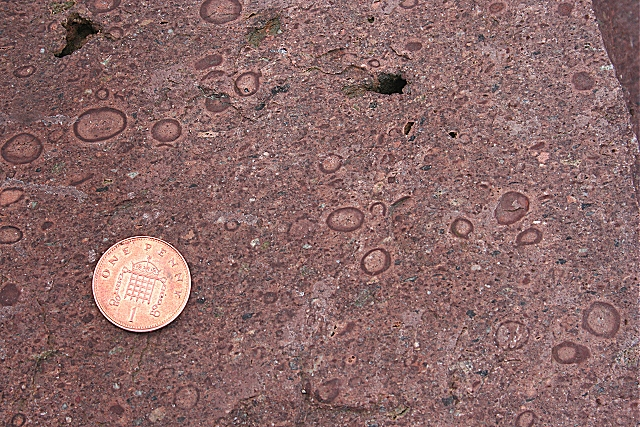
Lapilli acrecionário do Mesoproterozóico (membro do Stac Fada do Torridónio, de provável origem por impacto).

Bagacina, ou lapilli, é o termo utilizado em vulcanologia para descrever os piroclastos com dimensão entre os 2 e os 64 mm, que são produzidos durante uma erupção vulcânica explosiva e são ricos em bolhas de gás, cuja estrutura lhes confere muito baixa densidade. Este material ocorre normalmente em cones de bagacina, um tipo relativamente comum de cone de escórias. Nos Açores, onde estes materiais são extremamente comuns, são em geral designados por bagacina.

## Descrição
As bagacinas são frequentemente referida pelo termo neolatino lapilli (singular: lapillus), que significa pequenas pedras em latim e seixos em italiano. Neste grupo são incluídos os fragmentos de rocha que juntamente com as cinzas vulcânicas (< 2 mm), as bombas vulcânicas (> 64 mm, arredondadas, originalmente fundidas) e os blocos vulcânicos (> 64 mm, angulares, já sólidos no momento da ejeção) constituem o material que forma depósitos de queda por via aérea durante uma erupção vulcânica que dá origem às rochas piroclásticas (se consolidadas), materiais que são designados por tefras se não consolidados. Para além da ação vulcânica, estes materiais também podem ser o resultado de um impacto de meteorito.
Assim, por definição, as bagacinas (ou lapilli) variam de 2 a 64 mm de diâmetro. Um fragmento de rocha piroclástica com mais de 64 mm de diâmetro é designado por bomba vulcânica, quando fundida, ou por bloco vulcânico quando sólido. O material piroclástico com partículas com menos de 2 mm de diâmetro é designado por cinza vulcânica.
O termo bagacina, ou lapilli, portanto, refere-se apenas a um tamanho de grão, não sendo um termo genético. Estes materias podem, portanto, consistir em fragmentos de lava, escórias de lava, restos de antigas chaminés ou xenólitos arrastado pela erupção. Podem formar depósitos piroclásticos de queda ou depósitos de fluxo. Uma rocha piroclástica que consista predominantemente (> 75 %) de lapilli é designada por rocha lapilli ou bagacina. Um tufo vulcânico formado por lapilli, por outro lado, é uma rocha piroclástica que contém menos de 25 % de bombas vulcânicas e blocos e mais de 75 % de lapilli e cinzas vulcânicas. No entanto, no total, estes depósitos devem ser constituídos por mais de 75% de piroclastos.
Petrologicamente as bagacinas são em geral constituídas por fragmentos basálticos ou pedra pomes, nesse caso também denominadas púmice, que se apresentam como uma rocha vulcânica de muito baixa densidade, formada por gases vulcânicos e ar misturados com lavas basálticas (ou traquíticas, no caso do púmice). Esta mistura forma um colóide que por arrefecimento solidifica sob a forma de uma rocha esponjosa. Este tipo de material geralmente é o menos denso de todos os piroclastos, sendo comum ter densidade inferior à da água, o que a transforma numa rocha com tendência para flutuar. 

### Formação
Os lapilli são gotículas em forma de esferoide, lágrima, haltere ou botão de lava fundida ou semi-fundida ejectadas de uma erupção vulcânica que caem na terra enquanto ainda estão parcialmente fundidas. Estes grânulos são o resultado direto do arrefecimento da rocha líquida ao viajar pelo ar.
Os tufos de lapilli são uma forma muito comum de rocha vulcânica, típica de erupções piroclásticas de riolito, andesito e dacito, onde camadas espessas de lapilli podem ser depositadas durante uma erupção de surto basal. A maioria dos tufos de lapilli que permanecem em terrenos antigos são formados pela acumulação e soldadura de lapilli semi-fundidos, no que é conhecido como um tufo soldado.
O calor da camada vulcânica recém-depositada tende a fazer com que o material semi-fundido se achate e depois se torne soldado. Os tufos soldados apresentam texturas características (denominadas eutaxítica), com lapilli achatados, fiamme, blocos e bombas vulcânicas formando formas oblatas a discoidais dentro das camadas. Estas rochas são normalmente endurecidas e resistentes, ao contrário dos tufos de lapilli não soldados, que são inconsolidados e facilmente erodidos.

### Lapilliacrecionário
As massas arredondadas de tefra são designadas por lapilli acrecionário quando são constituídas por partículas de cinzas vulcânicas em camadas.  Os lapilos de acreção são formados por um processo de agregação húmida de cinzas vulcânicas devido à humidade nas nuvens vulcânicas que cola as partículas umas às outras, com as cinzas vulcânicas a nuclearem num objeto e depois a acrecentarem-se nele em camadas antes de o lapilo de acreção cair da nuvem.  Os lapilli de acreção são como pedras de granizo vulcânicas que se formam pela adição de camadas concêntricas de cinzas húmidas em torno de um núcleo central.
Os lapilli acrecionários são do ponto de vista genético aglomerações de fragmentos de materias cujo tamanho os classifica como lapilli que são produzidos durante explosões freatomagmáticas. Formam-se quando os fragmentos e as partículas de cinzas se acumulam em torno de um núcleo. Este núcleo pode ser uma partícula sólida, por exemplo, mas também uma gota de água. Neste último caso, formam-se quando gotas de chuva caem através da coluna de erupção e as cinzas se acumulam à volta das gotas. Os lapilli de acreção ocorrem tanto em depósitos de queda piroclástica como de fluxo piroclástico.
A textura destes materiais pode ser confundida com a textura textura esferulítica e axiolítica típica de rochas formadas por precipitação química.

### Lapilliblindado (ou nucleado)
Estes lapilli são uma variedade de lapilli acrecionários, embora contenham núcleos líticos ou de cristais revestidos por camadas concêntricas de cinzas grossas a finas. Os lapilli blindados só se formam em erupções hidroclásticas, onde está presente uma humidade significativa.  A coluna de vapor contém cinzas coesivas que se aderem às partículas no seu interior.